# Pohnpei
Lo Stato di Pohnpei (fino al 1984 Ponape) è uno degli Stati Federati di Micronesia. Posto fra Chuuk e Kosrae comprende numerose isole dell'arcipelago delle Caroline. In lingua pohnpeiana il nome dello Stato significa "su (pohn) un altare di pietra (pei)".

## Storia
Testimonianza più antica dei primi abitanti sono le rovine di Nan Madol situate nella parte sud-est dell'isola principale. Le rovine, risalenti (secondo un test parziale del C14) al 1180 d.C., sono composte da una serie di isole artificiali con strade ed edifici parzialmente sommersi e sulla cui origine si sa ben poco. I primi occidentali a visitare le isole furono i portoghesi nel 1595. Come tutte le isole Caroline, ha fatto parte delle Indie orientali spagnole fino al 1899, dell'Impero coloniale tedesco e dal 1914 dell'Impero giapponese.
Con la sconfitta dell'impero nipponico, il territorio di Pohnpei fece parte, (insieme alle altre isole Caroline, Marshall e Marianne), del Territorio fiduciario delle Isole del Pacifico dal 1947 al 1990, anno dell'indipendenza.

## Geografia fisica

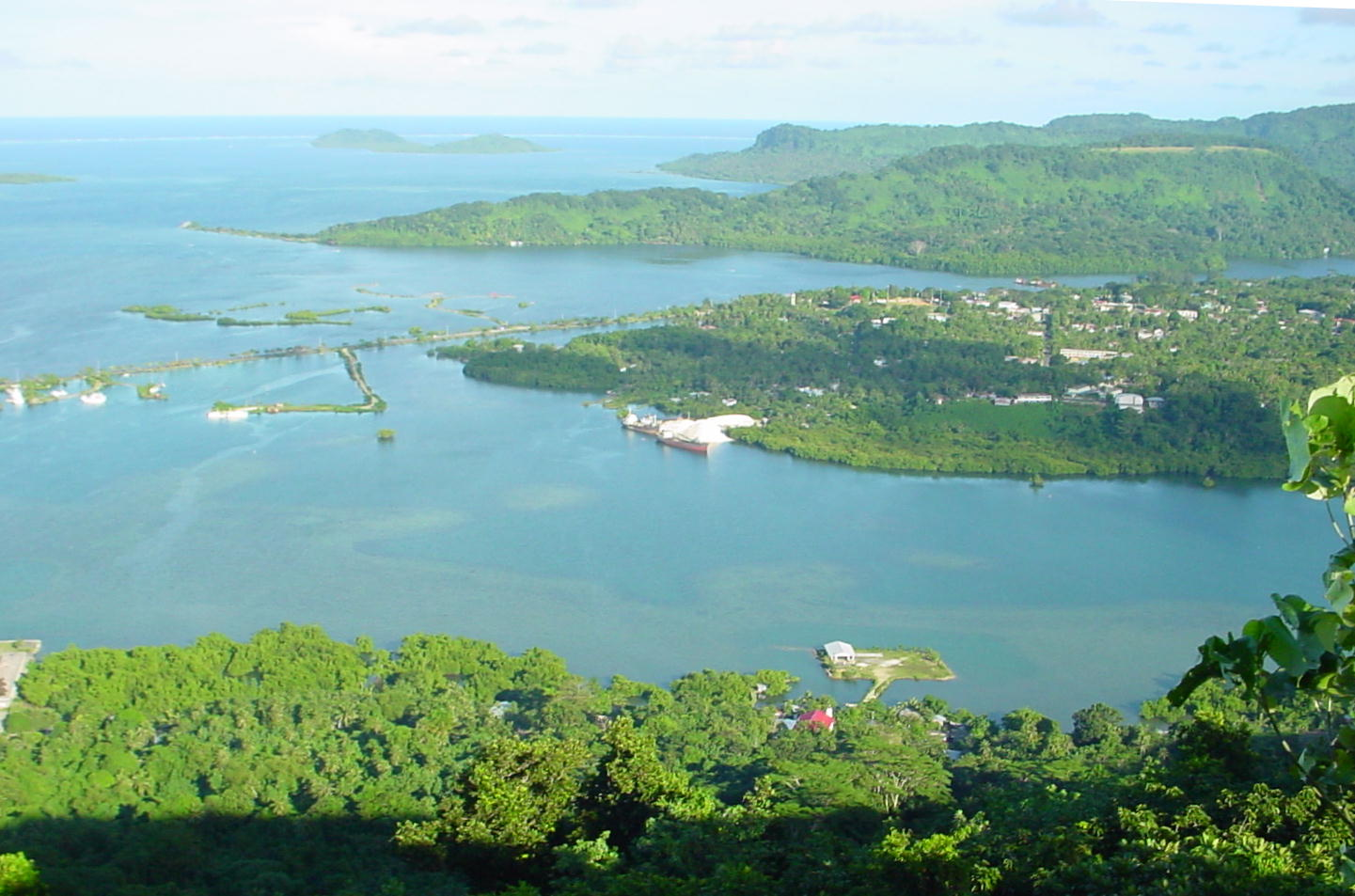
La baia di Kolonia

Lo Stato è composto dall'omonima isola (con una superficie di 347 km²) appartenente alle Isole Senyavin, e da numerosi atolli con una superficie complessiva di 372 km².
Sull'isola Pohnpei sorge Palikir, capitale della Federazione.

## Società

### Etnie e minoranze straniere
- Pohnpeiani
- Chuukesi
- Kosraesi
- Yapesi
- Asiatici
- Polinesiani
- Altri

### Religione
Sono presenti cattolici, protestanti e animisti.

### Lingue e dialetti
Le lingue ufficiali sono l'inglese e il pohnpeiano. Altre lingue parlate a Pohnpei sono il nukuoro e il kapingamarangi.

## Ordinamento dello stato

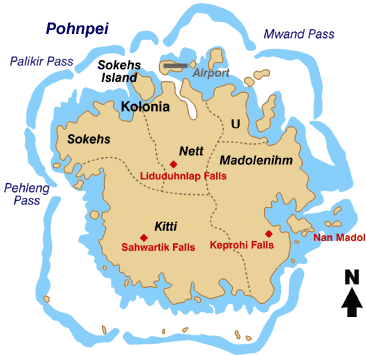
Municipalità dell'isola Pohnpei

### Suddivisioni amministrative
Pohnpei è suddivisa amministrativamente in due distretti, l'isola principale e tutte le altre. In base alla Costituzione ufficiale è composta da undici municipalità.

### Distretti
- Isole esterne di Pohnpei: 2 124 abitanti (2008).
- Pohnpei: 32 899 abitanti (2008).

### Municipalità
- Kapingamarangi
- Mokil
- Nukuoro
- Pingelap
- Sapwuahfik
- Kitti
- Kolonia
- Madolenihmw
- Nett
- Oroluk
- Sokehs
- Uh

### Istituzioni, enti e associazioni
L'organizzazione statale è composta da tre branche: legislativa, esecutiva, e giudiziaria. Quella legislativa emana le leggi e crea servizi per la popolazione. La branca esecutiva applica le leggi e amministra vari servizi governativi. Quello giudiziario si occupa di interpretare le leggi e mantenere l'ordine pubblico. La sede è nello State Capital Hill di Kolonia. L'organo dello Stato è il Consiglio, composta da 23 membri fra cui il portavoce e il viceportavoce.

## Economia
Come gli altri stati federati, Pohnpei dipende in larga parte dagli aiuti economici forniti dagli USA. Le principali esportazioni sono la copra e il pepe. La valuta ufficiale è il dollaro USA non esistono valute locali.

### Trasporti
Il principale scalo aereo è l'aeroporto internazionale di Pohnpei. Ubicato vicino a Kolonia, è stato realizzato su una piccola isola al largo della costa settentrionale dell'isola Pohnpei.

### Aree archeologiche

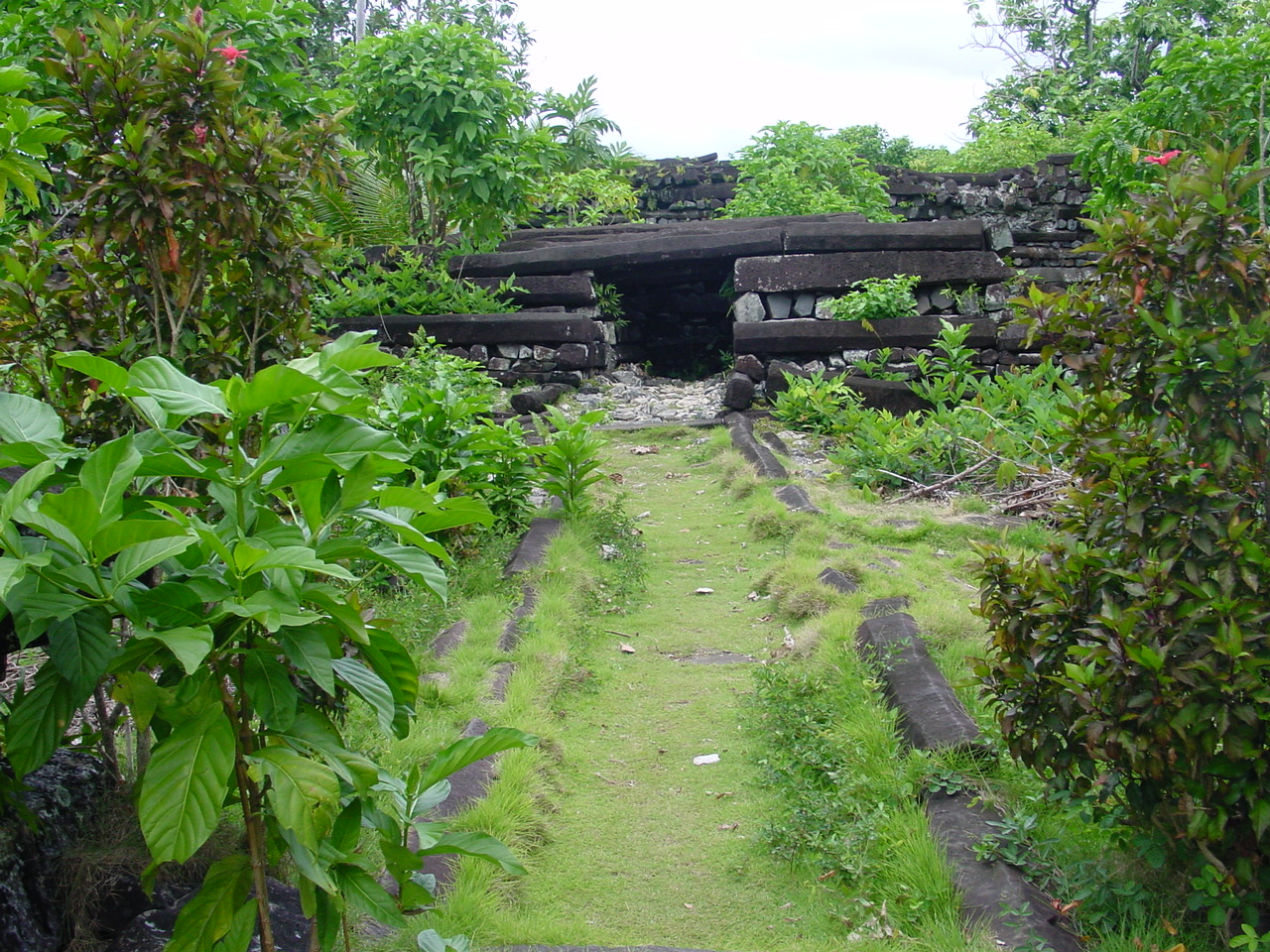
Rovine del complesso megalitico di Nan Madol

- Rovine di Nan Madol a Pohnpei

#### Letteratura
Le rovine di Nan Madol, hanno ispirato il Ciclo di Cthulhu, racconti fantastici dello scrittore Howard Phillips Lovecraft, il romanzo The Moon Pool, di Abraham Merritt e Deep Fathom di James Rollins.

## Tradizioni e folclore

### Festività
Le festività dello Stato di Pohnpei sono dieci.
| Festa             | Nome                                | Note                                      |
| ----------------- | ----------------------------------- | ----------------------------------------- |
| 1º gennaio        | Anno nuovo                          |                                           |
| 10 maggio         | Giorno degli FSM                    | Anniversario della Costituzione           |
| 10 e 11 settembre | Giorno della liberazione di Pohnpei |                                           |
| 3 novembre        | Giorno dell'indipendenza            | Anniversario della fine del protettorato. |
| 25 dicembre       | Natale                              |                                           |